# Tênis de mesa nos Jogos Paralímpicos de Verão de 2012 - Equipes femininas - Classe 6-10
A competição por equipes femininas na classe 6-10 do tênis de mesa nos Jogos Paralímpicos de Verão de 2012 foi disputada entre os dias 5 e 8 de setembro no Complexo ExCel, em Londres.

## Medalhistas
|  | CHN China                            |  | TUR Turquia                            |  | POL Polônia                                                     |
|  | Fan Lei Lei Lina Liu Meili Yang Qian |  | Ümran Ertiş Neslihan Kavas Kübra Öçsoy |  | Alicja Eigner Malgorzata Jankowska Natalia Partyka Karolina Pek |

## Equipes
| Atleta            | Classe |
| ----------------- | ------ |
| Rebecca McDonnell | 6      |
| Melissa Tapper    | 10     |

| Atleta          | Classe |
| --------------- | ------ |
| Bruna Alexandre | 10     |
| Jane Rodrigues  | 8      |

| Atleta    | Classe |
| --------- | ------ |
| Fan Lei   | 10     |
| Lei Lina  | 9      |
| Liu Meili | 9      |
| Yang Qian | 10     |

| Atleta          | Classe |
| --------------- | ------ |
| Angham Maghraby | 10     |
| Faiza Mahmoud   | 7      |

| Atleta           | Classe |
| ---------------- | ------ |
| Anne Barneoud    | 7      |
| Thu Kamkasomphou | 8      |
| Audrey le Morvan | 10     |
| Claire Mairie    | 9      |

| Atleta        | Classe |
| ------------- | ------ |
| Claire Mairie | 7      |
| Kelly van Zon | 7      |

| Atleta               | Classe |
| -------------------- | ------ |
| Alicja Eigner        | 6      |
| Malgorzata Jankowska | 9      |
| Natalia Partyka      | 10     |
| Karolina Pek         | 9      |

| Atleta             | Classe |
| ------------------ | ------ |
| Raisa Chebanika    | 6      |
| Olga Gorshkaleva   | 9      |
| Yulia Ovsyannikova | 7      |

| Atleta         | Classe |
| -------------- | ------ |
| Ümran Ertiş    | 10     |
| Neslihan Kavas | 9      |
| Kübra Öçsoy    | 7      |

| Atleta              | Classe |
| ------------------- | ------ |
| Viktoriia Safonova  | 7      |
| Yuliya Klymenko     | 6      |
| Antonina Khodzynska | 6      |

## Resultados
Todos as partidas seguem o horário de Londres (UTC+1).
| Oitavas de final | Oitavas de final  | Oitavas de final |  |  | Quartas de final | Quartas de final | Quartas de final |  |  | Semifinais | Semifinais  | Semifinais |  |                     | Final               | Final               | Final |
|                  |                   |                  |  |  |                  |                  |                  |  |  |            |             |            |  |                     |                     |                     |       |
|                  |                   |                  |  |  |                  |                  |                  |  |  |            |             |            |  |                     |                     |                     |       |
|                  |                   |                  |  |  |                  | CHN China        | 3                |  |  |            |             |            |  |                     |                     |                     |       |
|                  | EGY Egito         | 1                |  |  |                  | UKR Ucrânia      | 0                |  |  |            |             |            |  |                     |                     |                     |       |
|                  | UKR Ucrânia       | 3                |  |  |                  |                  |                  |  |  |            | CHN China   | 3          |  |                     |                     |                     |       |
|                  |                   |                  |  |  |                  |                  |                  |  |  |            | FRA França  | 0          |  |                     |                     |                     |       |
|                  |                   |                  |  |  |                  | AUS Austrália    | 2                |  |  |            |             |            |  |                     |                     |                     |       |
|                  |                   |                  |  |  |                  | FRA França       | 3                |  |  |            |             |            |  |                     |                     |                     |       |
|                  |                   |                  |  |  |                  |                  |                  |  |  |            |             |            |  |                     |                     | CHN China           | 3     |
|                  |                   |                  |  |  |                  |                  |                  |  |  |            |             |            |  |                     |                     | TUR Turquia         | 0     |
|                  |                   |                  |  |  |                  | TUR Turquia      | 3                |  |  |            |             |            |  |                     |                     |                     |       |
|                  |                   |                  |  |  |                  | RUS Rússia       | 2                |  |  |            |             |            |  |                     |                     |                     |       |
|                  |                   |                  |  |  |                  |                  |                  |  |  |            | TUR Turquia | 3          |  |                     |                     |                     |       |
|                  | BRA Brasil        | 3                |  |  |                  |                  |                  |  |  |            | POL Polônia | 2          |  |                     |                     |                     |       |
|                  | NED Países Baixos | 2                |  |  |                  | BRA Brasil       | 1                |  |  |            |             |            |  | Disputa pelo bronze | Disputa pelo bronze | Disputa pelo bronze |       |
|                  |                   |                  |  |  |                  | POL Polônia      | 3                |  |  |            |             |            |  |                     |                     | FRA França          | 2     |
|                  |                   |                  |  |  |                  |                  |                  |  |  |            |             |            |  |                     |                     | POL Polônia         | 3     |

### Oitavas de final
| 5 de setembro de 2012 16:30 | Egito EGY | 1 – 3 | UKR Ucrânia |  |

|                 | Partidas individuais |       |                     |                         |
| Faiza Mahmoud   | Faiza Mahmoud        | 0 – 3 | Viktoriia Safonova  | 9–11, 1–11, 7–11        |
| Angham Maghraby | Angham Maghraby      | 3 – 1 | Antonina Khodzynska | 11–7, 8–11, 11–8, 11–5  |
| Angham Maghraby | Angham Maghraby      | 1 – 3 | Viktoriia Safonova  | 8–11, 7–11, 12–10, 5–11 |
| Faiza Mahmoud   | Faiza Mahmoud        | 0 – 3 | Antonina Khodzynska | 11–13, 8–11, 9–11       |
|                 |                      |       |                     |                         |

| 5 de setembro de 2012 16:30 | Brasil BRA | 3 – 2 | NED Países Baixos |  |

|                                  | Partidas individuais             |       |                                 |                              |
| Bruna Alexandre                  | Bruna Alexandre                  | 3 – 1 | Kelly van Zon                   | 11–3, 11–6, 7–11, 11–2       |
| Jane Rodrigues                   | Jane Rodrigues                   | 2 – 3 | Wendy Schrijver                 | 11–4, 11–8, 9–11, 8–11, 9–11 |
| Jane Rodrigues                   | Jane Rodrigues                   | 1 – 3 | Kelly van Zon                   | 7–11, 11–9, 9–11, 12–14      |
| Bruna Alexandre                  | Bruna Alexandre                  | 3 – 0 | Wendy Schrijver                 | 11–6, 11–6, 11–5             |
| Bruna Alexandre / Jane Rodrigues | Bruna Alexandre / Jane Rodrigues | 3 – 0 | Kelly van Zon / Wendy Schrijver | 11–6, 11–7, 11–3             |

### Quartas de final
| 6 de setembro de 2012 11:30 | China CHN | 3 – 0 | UKR Ucrânia |  |

|           | Partidas individuais |       |                     |                  |
| Yang Qian | Yang Qian            | 3 – 0 | Yuliya Klymenko     | 11–1, 11–3, 11–6 |
| Liu Meili | Liu Meili            | 3 – 0 | Antonina Khodzynska | 11–4, 11–2, 11–4 |
| Yang Qian | Yang Qian            | 3 – 0 | Antonina Khodzynska | 11–1, 11–3, 11–4 |
|           |                      |       |                     |                  |
|           |                      |       |                     |                  |

| 6 de setembro de 2012 11:30 | Austrália AUS | 2 – 3 | FRA França |  |

|                                    | Partidas individuais               |       |                                  |                               |
| Rebecca McDonnell                  | Rebecca McDonnell                  | 0 – 3 | Claire Mairie                    | 9–11, 2–11, 5–11              |
| Melissa Tapper                     | Melissa Tapper                     | 3 – 2 | Audrey le Morvan                 | 8–11, 11–6, 11–8, 10–12, 11–4 |
| Melissa Tapper                     | Melissa Tapper                     | 3 – 0 | Claire Mairie                    | 11–3, 11–2, 11–8              |
| Rebecca McDonnell                  | Rebecca McDonnell                  | 0 – 3 | Audrey le Morvan                 | 2–11, 0–11, 5–11              |
| Rebecca McDonnell / Melissa Tapper | Rebecca McDonnell / Melissa Tapper | 0 – 3 | Claire Mairie / Audrey le Morvan | 5–11, 5–11, 9–11              |

| 6 de setembro de 2012 11:30 | Turquia TUR | 3 – 2 | RUS Rússia |  |

|                              | Partidas individuais         |       |                                       |                              |
| Ümran Ertiş                  | Ümran Ertiş                  | 2 – 3 | Olga Gorshkaleva                      | 11–5, 6–11, 11–2, 9–11, 4–11 |
| Neslihan Kavas               | Neslihan Kavas               | 3 – 0 | Yulia Ovsyannikova                    | 11–5, 11–7, 11–7             |
| Neslihan Kavas               | Neslihan Kavas               | 1 – 3 | Olga Gorshkaleva                      | 11–4, 5–11, 6–11, 8–11       |
| Ümran Ertiş                  | Ümran Ertiş                  | 3 – 0 | Yulia Ovsyannikova                    | 11–6, 11–7, 11–6             |
| Ümran Ertiş / Neslihan Kavas | Ümran Ertiş / Neslihan Kavas | 3 – 1 | Olga Gorshkaleva / Yulia Ovsyannikova | 11–2, 7–11, 11–9, 11–6       |

| 6 de setembro de 2012 11:30 | Brasil BRA | 1 – 3 | POL Polônia |  |

|                 | Partidas individuais |       |                 |                        |
| Bruna Alexandre | Bruna Alexandre      | 3 – 1 | Karolina Pek    | 11–8, 11–9, 8–11, 11–5 |
| Jane Rodrigues  | Jane Rodrigues       | 0 – 3 | Natalia Partyka | 4–11, 3–11, 2–11       |
| Bruna Alexandre | Bruna Alexandre      | 0 – 3 | Natalia Partyka | 3–11, 3–11, 0–11       |
| Jane Rodrigues  | Jane Rodrigues       | 0 – 3 | Karolina Pek    | 5–11, 7–11, 6–11       |
|                 |                      |       |                 |                        |

### Semifinals
| 6 de setembro de 2012 19:00 | China CHN | 3 – 0 | FRA França |  |

|          | Partidas individuais |       |                  |                  |
| Fan Lei  | Fan Lei              | 3 – 0 | Claire Mairie    | 11–3, 11–3, 11–5 |
| Lei Lina | Lei Lina             | 3 – 0 | Audrey le Morvan | 11–5, 11–1, 11–6 |
| Lei Lina | Lei Lina             | 3 – 0 | Claire Mairie    | 11–4, 11–2, 11–4 |
|          |                      |       |                  |                  |
|          |                      |       |                  |                  |

| 6 de setembro de 2012 19:00 | Turquia TUR | 3 – 2 | POL Polônia |  |

|                              | Partidas individuais         |       |                                        |                               |
| Neslihan Kavas               | Neslihan Kavas               | 3 – 1 | Malgorzata Jankowska                   | 11–8, 6–11, 14–12, 11–9       |
| Ümran Ertiş                  | Ümran Ertiş                  | 0 – 3 | Natalia Partyka                        | 8–11, 2–11, 4–11              |
| Neslihan Kavas               | Neslihan Kavas               | 0 – 3 | Natalia Partyka                        | 4–11, 8–11, 5–11              |
| Ümran Ertiş                  | Ümran Ertiş                  | 3 – 1 | Malgorzata Jankowska                   | 11–8, 8–11, 11–6, 11–8        |
| Neslihan Kavas / Ümran Ertiş | Neslihan Kavas / Ümran Ertiş | 3 – 2 | Malgorzata Jankowska / Natalia Partyka | 11–7, 11–4, 3–11, 7–11, 15–13 |

### Disputa pelo bronze
| 8 de setembro de 2012 10:00 | França FRA | 2 – 3 | POL Polônia |  |

|                                  | Partidas individuais             |       |                                        |                   |
| Claire Mairie                    | Claire Mairie                    | 0 – 3 | Natalia Partyka                        | 4–11, 2–11, 9–11  |
| Audrey le Morvan                 | Audrey le Morvan                 | 3 – 0 | Alicja Eigner                          | 11–5, 11–5, 11–2  |
| Audrey le Morvan                 | Audrey le Morvan                 | 0 – 3 | Natalia Partyka                        | 9–11, 5–11, 5–11  |
| Claire Mairie                    | Claire Mairie                    | 3 – 0 | Alicja Eigner                          | 11–8, 11–5, 12–10 |
| Claire Mairie / Audrey le Morvan | Claire Mairie / Audrey le Morvan | 0 – 3 | Malgorzata Jankowska / Natalia Partyka | 7–11, 3–11, 5–11  |

### Final
| 8 de setembro de 2012 10:00 | China CHN | 3 – 0 | TUR Turquia |  |

|          | Partidas individuais |       |                |                              |
| Lei Lina | Lei Lina             | 3 – 0 | Kübra Öçsoy    | 11–4, 11–5, 11–7             |
| Fan Lei  | Fan Lei              | 3 – 2 | Neslihan Kavas | 7–11, 11–7, 11–5, 9–11, 11–4 |
| Lei Ling | Lei Ling             | 3 – 0 | Neslihan Kavas | 11–7, 11–3, 11–6             |
|          |                      |       |                |                              |
|          |                      |       |                |                              |